# Schachbundesliga 2001/02 (Frauen)
Die Saison 2001/02 war die elfte Spielzeit der Schachbundesliga der Frauen. Aus der 2. Bundesliga waren die Stuttgarter Schachfreunde 1879, der SC Meerbauer Kiel und Rotation Berlin aufgestiegen. Während Stuttgart und Berlin den Klassenerhalt erreichte, landete Kiel auf einem Abstiegsplatz, ebenso wie die SG Heiligenhaus, die ihre Mannschaft nach der zweiten Runde zurückzogen sowie der Krefelder Schachklub Turm 1851, der alle Wettkämpfe verlor.
Da allerdings die Stuttgarter Schachfreunde nach der Saison ihre Mannschaft zurückzogen, blieb Meerbauer Kiel in der Bundesliga.
Der Dresdner SC gab nur ein Unentschieden ab und wurde damit überlegen deutscher Meister.
Zu den gemeldeten Mannschaftskadern der teilnehmenden Vereine siehe Mannschaftskader der deutschen Schachbundesliga 2001/02 (Frauen).

## Abschlusstabelle
|     | Verein                             | Sp | G | U | V  | MP    | Brett-P.  |
| --- | ---------------------------------- | -- | - | - | -- | ----- | --------- |
| 1.  | Dresdner SC                        | 10 | 9 | 1 | 0  | 19:1  | 42,5:17,5 |
| 2.  | SK Turm Emsdetten (M)              | 10 | 7 | 2 | 1  | 16:4  | 39,5:20,5 |
| 3.  | Hamburger SK                       | 10 | 6 | 0 | 4  | 12:8  | 34,0:26,0 |
| 4.  | Rodewischer Schachmiezen           | 10 | 5 | 0 | 5  | 10:10 | 33,0:27,0 |
| 5.  | Karlsruher Schachfreunde           | 10 | 4 | 2 | 4  | 10:10 | 32,0:28,0 |
| 6.  | Stuttgarter Schachfreunde 1879 (N) | 10 | 4 | 1 | 5  | 9:11  | 29,5:30,5 |
| 7.  | Rotation Berlin (N)                | 10 | 4 | 1 | 5  | 9:11  | 27,5:32,5 |
| 8.  | USV Halle                          | 10 | 3 | 3 | 4  | 9:11  | 27,0:33,0 |
| 9.  | SK Holsterhausen                   | 10 | 3 | 2 | 5  | 8:12  | 26,5:33,5 |
| 10. | SC Meerbauer Kiel (N)              | 10 | 3 | 2 | 5  | 8:12  | 25,0:35,0 |
| 11. | Krefelder Schachklub Turm 1851     | 10 | 0 | 0 | 10 | 0:20  | 13,5:46,5 |
| 12. | SG Heiligenhaus                    | 0  | 0 | 0 | 0  | 0:0   | 0,0:0,0   |

## Entscheidungen
|     | Deutscher Meister: Dresdner SC |
|     | Abstieg in die 2. Bundesliga der Frauen: Stuttgarter Schachfreunde 1879 (freiwilliger Rückzug), Krefelder Schachklub Turm 1851, SG Heiligenhaus |
| (M) | Meister der letzten Saison |
| (N) | Aufsteiger der letzten Saison |

## Kreuztabelle
| Ergebnisse | Ergebnisse                     | 1. | 2. | 3. | 4.  | 5. | 6. | 7. | 8.   | 9. | 10. | 11. | 12.  |
| ---------- | ------------------------------ | -- | -- | -- | --- | -- | -- | -- | ---- | -- | --- | --- | ---- |
| 1.         | Dresdner SC                    |    | 3½ | 4  | 3½  | 3  | 5  | 3½ | 5    | 5½ | 4½  | 5   |      |
| 2.         | SK Turm Emsdetten              | 2½ |    | 3½ | 3½  | 3  | 3  | 5  | 4½   | 5  | 5½  | 4   |      |
| 3.         | Hamburger SK                   | 2  | 2½ |    | 4½  | 4  | 4  | 4  | 4½   | 2  | 2½  | 4   |      |
| 4.         | Rodewischer Schachmiezen       | 2½ | 2½ | 1½ |     | 4½ | 4  | 4  | 2    | 2½ | 4½  | 5   | (4)  |
| 5.         | Karlsruher Schachfreunde       | 3  | 3  | 2  | 1½  |    | 4  | 5  | 2    | 3½ | 2½  | 5½  |      |
| 6.         | Stuttgarter Schachfreunde 1879 | 1  | 3  | 2  | 2   | 2  |    | 2½ | 3½   | 4  | 4   | 5½  |      |
| 7.         | Rotation Berlin                | 2½ | 1  | 2  | 2   | 1  | 3½ |    | 3    | 3½ | 3½  | 5½  |      |
| 8.         | USV Halle                      | 1  | 1½ | 1½ | 4   | 4  | 2½ | 3  |      | 3  | 3   | 3½  | (1½) |
| 9.         | SK Holsterhausen               | ½  | 1  | 4  | 3½  | 2½ | 2  | 2½ | 3    |    | 3   | 4½  |      |
| 10.        | SC Meerbauer Kiel              | 1½ | ½  | 3½ | 1½  | 3½ | 2  | 2½ | 3    | 3  |     | 4   |      |
| 11.        | Krefelder Schachklub Turm 1851 | 1  | 2  | 2  | 1   | ½  | ½  | ½  | 2½   | 1½ | 2   |     |      |
| 12.        | SG Heiligenhaus                |    |    |    | (2) |    |    |    | (4½) |    |     |     |      |

## Die Meistermannschaft
| 1.            | Dresdner SC |
| Schachfiguren | Elisabeth Pähtz, Eva Moser, Petra Mazakova, Jana Jacková, Rena Graf, Ulrike Rößler, Claudia Meißner, Tina Mietzner, Maria Schöne. |

## 2. Bundesliga
| Platz | Verein                          | M-Punkte | B-Punkte |
| ----- | ------------------------------- | -------- | -------- |
| 1     | SC Baden-Oos (N)                | 14       | 38,5     |
| 2     | SV Wattenscheid                 | 10       | 21,0     |
| 3     | SF Dortmund-Brackel             | 09       | 26,0     |
| 4     | SV Stuttgart-Wolfbusch          | 06       | 20,5     |
| 5     | Freibauer Eikamp (N)            | 05       | 16,5     |
| 6     | SV 1920 Hofheim                 | 05       | 16,0     |
| 7     | TSV Schott Mainz                | 04       | 14,0     |
| 8     | SG Oesede-Gerogsmarienhütte (N) | 03       | 15,5     |

| Platz | Verein                          | M-Punkte | B-Punkte |
| ----- | ------------------------------- | -------- | -------- |
| 1     | SV Leipzig 1899 (A)             | 14       | 32,0     |
| 2     | TSV Zeulenroda (A)              | 12       | 30,0     |
| 3     | SG Augsburg 1873                | 07       | 19,5     |
| 4     | SV Merseburg                    | 07       | 18,0     |
| 5     | GW Waltershausen                | 06       | 21,5     |
| 6     | Rodewischer Schachmiezen II (N) | 05       | 18,5     |
| 7     | USV Halle II                    | 04       | 15,5     |
| 8     | SC Unterpfaffenhofen-Germering  | 01       | 13,0     |

| Platz | Verein                  | M-Punkte | B-Punkte |
| ----- | ----------------------- | -------- | -------- |
| 1     | SC Leipzig-Gohlis (A)   | 13       | 29,0     |
| 2     | SV Chemie Guben         | 10       | 23,0     |
| 3     | USV Potsdam             | 09       | 22,5     |
| 4     | Dresdner SC II          | 08       | 20,5     |
| 5     | SV Görlitz 1990 (N)     | 07       | 25,0     |
| 6     | Torgelower SV Greif     | 06       | 15,5     |
| 7     | Glückauf Rüdersdorf (N) | 02       | 17,5     |
| 8     | USC Magdeburg (N)       | 01       | 15,0     |